# Karl Farrent
Karl Farrent (* 8. Mai 1963 in Wallington bei London) ist ein britischer Jazztrompeter.

## Leben

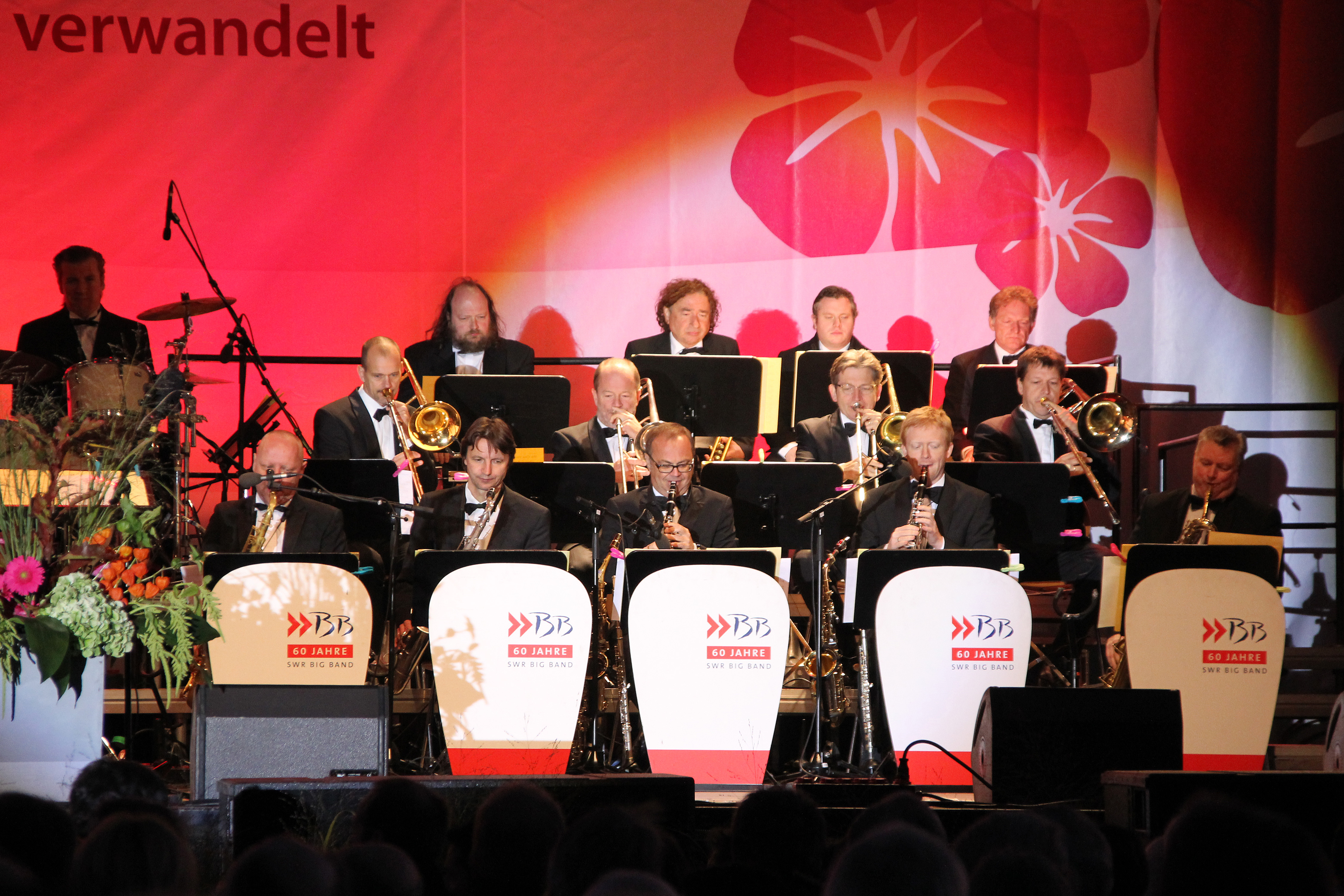
Karl Farrent inmitten der SWR Big Band (dritte Reihe, vierter Musiker von rechts)

Farrent begann im Alter von sechs Jahren mit dem Trompetenspiel, zunächst klassisch. 1974 gewann er, nun in Lengerich (Westfalen) wohnend, den ersten Preis bei Jugend jazzt. Zwischen 1978 und 1984 war er Mitglied des Bundesjazzorchesters, ab 1981 spielte er auch in der Big Band der EU, EuroJazz, 1983 und 1984 auch bei Rimaak (Album bei moers music). Nach dem Abitur am Lengericher Hannah-Arendt-Gymnasium studierte er von 1982 bis 1984 bei Manfred Schoof und Jiggs Whigham an der Musikhochschule Köln. 1985 holte ihn Erwin Lehn als Solotrompeter zur SDR-Bigband. Auch lehrte er an der Hochschule für Musik und Darstellende Kunst Stuttgart. Seit 1991 ist Farrent geschäftsführender Gesellschafter der SWR Big Band. Daneben leitet er seit 1993 die Bow Tie Big Band; 2001 gründete er mit Regina Büchner die Gruppe Jazz-It.
Neben Alben mit den genannten Klangkörpern hat er auch eines mit Monika Linges eingespielt. Farrent ist auf einer Vielzahl von Tonträgern, Radio- und Fernsehaufnahmen mit zahlreichen nationalen und internationalen Größen des Jazz und der Unterhaltungsmusik zu hören. Zudem hat er Filmmusiken eingespielt, betätigt sich als Studiomusiker und tritt regelmäßig auf Festivals in Erscheinung.

## Diskografische Hinweise
- Jazz-It Everything Else (CK Records 2005)
- Manfred Kniel and his Reduction Quartet Low Down Music (mit Mike Svoboda und Veit Hübner, 2011)

## Lexikalische Einträge
- Jürgen Wölfer: Jazz in Deutschland. Das Lexikon. Alle Musiker und Plattenfirmen von 1920 bis heute. Hannibal, Höfen 2008, ISBN 978-3-85445-274-4.